# District de La Jalca
Le district de la Jalca est l'un des 21 districts de la Province de Chachapoyas, région d'Amazonas au Pérou.
Le chef-lieu du district se trouve dans la montagne à une altitude de 2 891 mètres à l'est de la vallée du Río Utcubamba qui matérialise la limite ouest du territoire. Le district est limité :
- au nord par le district de Magdalena ;
- à l'est par les districts de Cochamal et Limabamba (province Rodríguez de Mendoza) ;
- au sud par le district de Mariscal Castilla ;
- à l'ouest par les districts de San Juan de Lopecancha et Santo Tomás, (province de Luya).

Il a une superficie de 380,39 km² et sa population était estimée à 6 796 habitants en 2002.
On accède à la Jalca par la route depuis la ville de Chachapoyas située à 70 km.
Le toponyme Jalca vient du quechua Shallka qui signifie puna.
Sur le territoire du district, on trouve une trentaine de sites archéologiques dont Ollape, Piujshij, Chalacchin, Muyuc, Putquero, Secote, Llaupin...